# 酎金
酎金（ちゅうきん）は、前漢の朝廷における、祭祀の際に拠出する金のこと。武帝の時に列侯が大量に取り潰される理由となった。
『漢書』武帝紀の顔師古等の注によれば、「酎」とは純度の高い酒で、漢では8月になるとその酒を宗廟に供えるという儀式があり、その際には列侯は封国の戸数に応じた量の黄金を皇帝へ献上しなければならなかった。
武帝の時代、元鼎5年（紀元前112年）に、南越を討つ際に卜式という者が自ら従軍を願った。武帝は彼を顕彰し天下に布告したが、列侯は百人以上いたものの、誰も従軍を申し出なかった。そんな折の酎を供える儀式の際、少府が献上された金を取り調べ、金の純度が規定に満たなかった列侯105人が摘発され、領地を没収された。さらに当時の丞相趙周は、金の純度が足りないと知りながら糾弾しなかった罪で獄に下され、自殺した。
列侯でもあった丞相趙周も含めると、列侯106人が国を失い、高祖劉邦の功臣の子孫で国を保った者はこれによりほとんど絶えた。